# 유시 비욜링

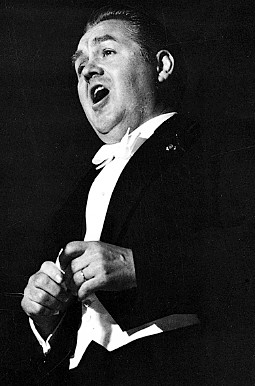

유시 비욜링(Jussi  Björling, 1911년 2월 5일 – 1960년 9월 9일)은 스웨덴의 테너이다. 20세기 최고의 오페라 가수 중 한 명인 비욜링은 수년 동안 뉴욕의 메트로폴리탄 오페라에 출연했으며 런던의 로열 오페라 하우스 와 밀라노의 라 스칼라를 포함한 주요 유럽 오페라 하우스에는 덜 자주 출연했다. 그는 이탈리아, 프랑스 및 러시아 오페라 레퍼토리를 불렀다.
비욜링은 1911년 2월 스웨덴 달라르나 볼렝에에서 태어났다. 그는 어렸을 때 핀란드 태생의 할머니에게서 받은 유시라는 이름으로 평생 동안 알려졌다. 1928년에 비욜링은 라디오 데뷔를 했다. 같은 해에 그는 오디션을 보았고 오페라 학교와 스웨덴 왕립 음악 아카데미에 입학했다.
비욜링은 1930년 7월 21일 스웨덴 왕립 오페라에서 마농 레스코의 작은 부분에서 첫 무대에 등장했다. 이것은 곧 1930년 8월 20일 모차르트의 돈 조반니에서 Don Ottavio로 공식 데뷔했다. 12월 27일 로시니의 빌헬름 텔 등으로 활약했다. 그가 맡게 된 역할 중에는 세비야의 이발사의 알마비바, 리골레토의 두카, 미뇽의 빌헬름 마이스터 등이 있다.